# Linia kolejowa Angermünde – Schwedt
Linia kolejowa Angermünde – Schwedt – jednotorowa, zelektryfikowana linia kolejowa o długości 23,1 km położona w kraju związkowym Brandenburgia. 
Linia była pierwotnie zbudowana i eksploatowana przez Berlin-Stettiner Eisenbahn-Gesellschaft (BStE, Berlińsko-Szczecińskie Towarzystwo Kolejowe). W latach 90. XX w. kilka stacji zostało zamkniętych ze względu na brak popytu. Jednocześnie zamknięto dworzec Schwedt West i zastąpiono go położonym bliżej centrum przystankiem kolejowym Schwedt Mitte. Ponieważ linia nadal nie była zelektryfikowana, pociągi z Berlina ciągnięte elektrowozami BR143 na stacji Angermünde zastępowane były lokomotywami spalinowymi BR232 lub BR119, które ciągnęły skład do Schwedt. Dodatkowo skrócone relacje pomiędzy Angermünde i Schwedt obsługiwane były szt Baureihe 628.
Ponieważ obsługa połączeń spalinowozami była bardzo droga, władze Brandenburgii postanowiły pod koniec 2004 roku o elektryfikacji i modernizacji toru za około 7,4 mln euro.
Oprócz instalacji sieci trakcyjnej zabezpieczono wszystkie główne przejazdy kolejowo-drogowe oraz podniesiono maksymalną prędkość do 80 km/h. Od zmiany rozkładu jazdy w grudniu 2005 roku linia obsługiwana jest wyłącznie składami elektrycznymi.
Po linii kursuje obecnie w takcie dwugodzinnym pociąg Regional-Express linii RE 3 do Wünsdorf-Waldstadt przez Angermünde i Berlin. Wraz ze zmianą rozkładu w grudniu 2014 roku pociągi w relacji Angermünde–Schwedt miały zostać zastąpione nową linią RB 61 przewoźnika Niederbarnimer Eisenbahn podczas, gdy ruch w kierunku Berlina będzie nadal obsługiwany przez RE 3 DB Regio.